# Библиотека Прелингера

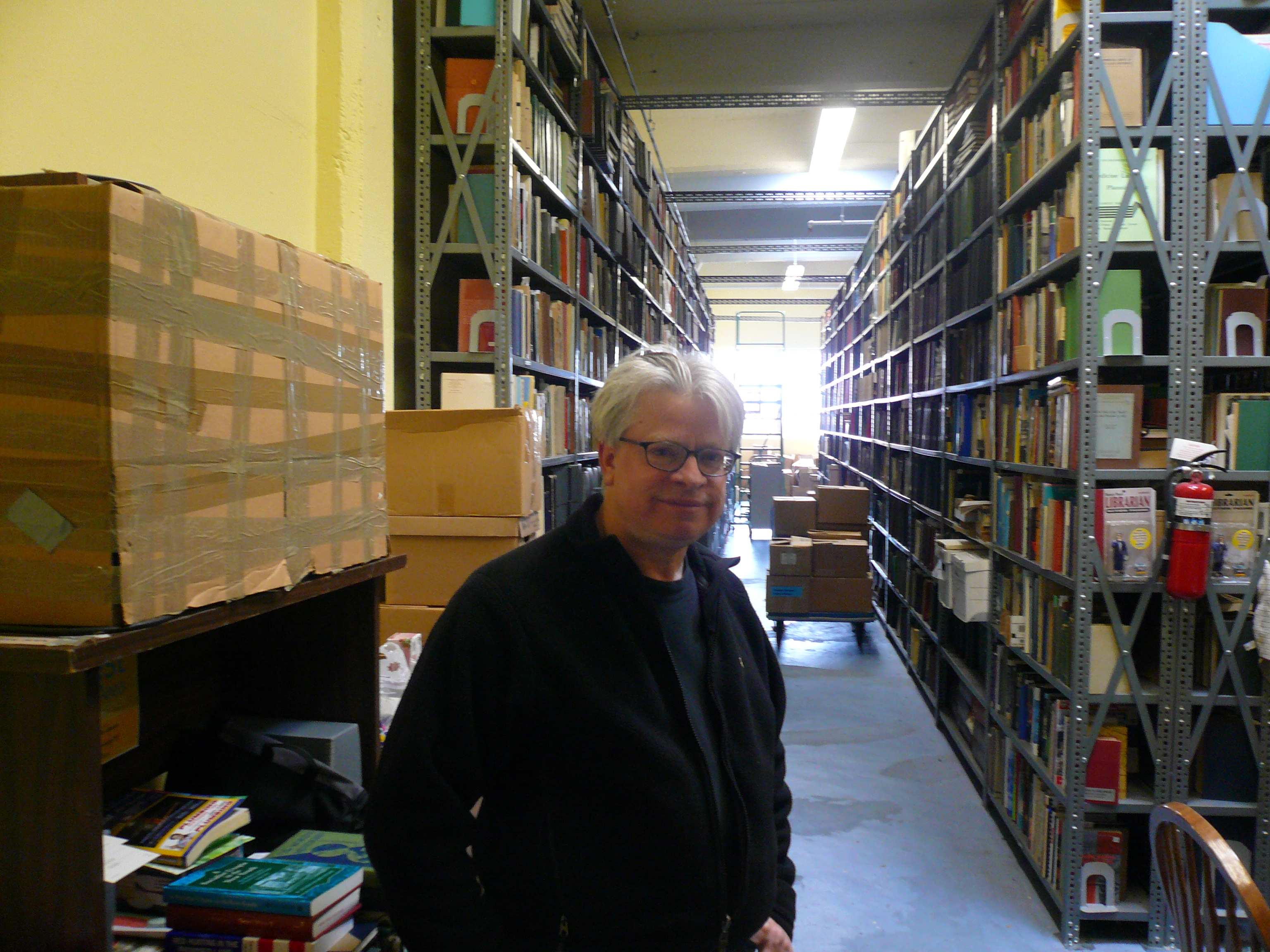
Рик Прелингер и библиотека Прелингера

Библиотека Прелингера — это частная публичная библиотека в Сан-Франциско, основанная в 2004 году и управляемая Меган Прелингер и Риком Прелингером В библиотеке представлено более 50 000 книг, периодических изданий и отрывков печатных изданий. Библиотека Прелингера считает себя «гибридной библиотекой» которая стирает различие между цифровым и нецифровым; по состоянию на 2009 год в сети было более 3700 электронных книг.

## История
Рик и Меган Прелингер решили открыть в Сан-Франциско бесплатную библиотеку. Супружеская пара в течение нескольких десятилетий собирала старые карты, рекламные проспекты и технические справочники. Они называют это исторической печатной продукцией одноразового пользования. 
«Это очень большая коллекция. Там ничего нет о спорте, чуть-чуть о моде. Мы собирали лишь то, что нам нравилось», — рассказывает Рик. 
Прелингеры начали собирать коллекцию в 1982 году. Когда собрание уже не помещалось в старом доме, семья переехала в другой район Сан-Франциско. Некоторые книги были куплены, другие пожертвованы или попали к Прелингерам из старых библиотек, откуда их попросту выкинули.

## Концепция библиотеки
Библиотека необычна тем, что в ней используется настраиваемая система организации, разработанная Меган, которая предназначена для облегчения просмотра и поиска. Например, раздел «Пригород» находится рядом с разделом «Домашняя среда», затем «Архитектура», который становится «Графический дизайн», который, в свою очередь, ведет к «Типографике» и «Изобразительному искусству», а затем к «Рекламе» и" Продажи". Не существует системы десятичной классификации Дьюи или карточного каталога.
Библиотека Прелингера была частично вдохновлена библиотекой Института Варбурга в Лондоне, основанной немецким историком искусства Аби Варбургом . Его ученик Фриц Заксль писал: "Основная идея заключалась в том, что книги вместе — каждая из которых содержит больший или меньший бит информации и дополняется своими соседями — должны своими названиями направлять ученика к пониманию основных сил человеческого разума и его история". Варбург построил свою библиотеку, чтобы найти связи и отношения между античностью и эпохой Возрождения. Точно так же библиотека Прелингеров частично занимается отношениями между интеллектуальной собственностью, развитием средств массовой информации и культурным производством.
Библиотека Прелингера — это библиотека «интуитивной прозорливости», которая подчеркивает опыт просмотра и открытия вещей, которые ранее были неизвестны. Библиотеку также можно рассматривать как противовес современным публичным библиотекам, которые в рамках инициатив по созданию цифровых библиотек делают упор на компьютеры и базы данных и больше не являются «просто складом для книг». Меган Прелингер сказала, что библиотека — это "местная мастерская, а не учреждение. Мы подаем чай и поощряем фотографирование, сканирование и любые другие формы неразрушающего присвоения. Такая среда очень естественна для людей поколения миллениалов и людей, выросших во время возрождения ремесел и домашних хозяйств".
Библиотека обычно открыта полтора дня в неделю и принимает около 1000 посетителей в год.